# شتروهکیرشن
شتروهکیرشن (به آلمانی: Strohkirchen) یک شهر در آلمان است که در لودویگسلوست-پارشیم واقع شده‌است. شتروهکیرشن ۳۳۴ نفر جمعیت دارد.